# Joint European Torus
Joint European Torus, forkortet JET, er et fælleseuropæisk fusionsforskningsanlæg i Culham i Oxfordshire i Storbritannien. Anlægget er placeret i Culham Centre for Fusion Energy med verdens største tokamak-reaktor, der benyttes til magnetisk indeslutnings-plasmafysikeksperimenter. Fusionsforskningsfaciliteterne har som sit centrale formål at åbne en vej til fremtidige atomfusion-forsyningsnet. Der er mere avancerede faciliteter under udvikling til at følge op på JET-forskningen, heriblandt International Thermonuclear Experimental Reactor og Demonstration Power Station.
Anlægget blev besluttet bygget i 1970 og tre år senere blev byggeriet af anlægget påbegyndt. Det stod færdigt i 1978. Den 9. november 1991 blev for første gang i verden skabt kontrolleret fusion på anlægget.
Anlægget drives som et europæisk samarbejde indenfor rammerne af Euratomprogrammet, der indgår i EUs rammeprogram for forskning.